# Kissónerga
Kissónerga är en ort i Cypern.   Den ligger i distriktet Eparchía Páfou, i den västra delen av landet, 100 km väster om huvudstaden Nicosia. Kissónerga ligger 112 meter över havet och antalet invånare är 1 467. Den ligger på ön Cypern.
Terrängen runt Kissónerga är huvudsakligen kuperad, men söderut är den platt. Havet är nära Kissónerga västerut. Närmaste större samhälle är Pafos, 5,4 km söder om Kissónerga. Trakten runt Kissónerga är i huvudsak tätbebyggd.